# Orthotylus angulatus
Orthotylus angulatus är en insektsart som först beskrevs av Philip Reese Uhler 1895.  Orthotylus angulatus ingår i släktet Orthotylus och familjen ängsskinnbaggar. Inga underarter finns listade i Catalogue of Life.